# Dolores Cebrián
Pour les articles homonymes, voir Cebrián.
Dolores Cebrián Fernández de Villegas, née à Salamanque le 30 novembre 1890 et morte le 18 février 1973 à Madrid, est une femme politique et professeure républicaine espagnole censurée sous l'Espagne franquiste.

## Biographie
Étudiante dans sa ville natale de Salamanque, elle exerce la profession d'institutrice, puis devient professeure auxiliaire en sciences naturelles et en physique à l'École normale, d'abord à Salamanque, puis à Tolède. Elle est une femme pionnière dans les sciences en Espagne.
En 1913, elle épouse le dirigeant socialiste Julián Besteiro à Madrid.  
Sa sœur Amparo épouse le diplomate Luis Zulueta y Escolano et fréquente, comme elle, le célèbre Lyceum Club Femenino de Madrid
Dolores est membre de l'Assemblée nationale consultative en 1927. 
Après la Guerre d'Espagne, elle subit très fortement la répression franquiste. Elle interdite d'enseignement. Son mari, emprisonné, meurt à la prison de Carmona (Séville) en 1940. Elle doit poursuivre sa vie, bannie, sous la dictature, et décède à Madrid le 18 février 1973. 
Elle est enterrée au cimetière civil de Madrid, célèbre pour accueillir les personnalités républicaines.